# Nötsch im Gailtal
Nötsch im Gailtal (tiếng Slovenia: Čajna)là một đô thị thuộc huyện Villach-Land trong bang Kärnten trong nước Áo. Đô thị Nötsch im Gailtal có diện tích 42,2 km², dân số thời điểm năm 2001 là 2352 người.

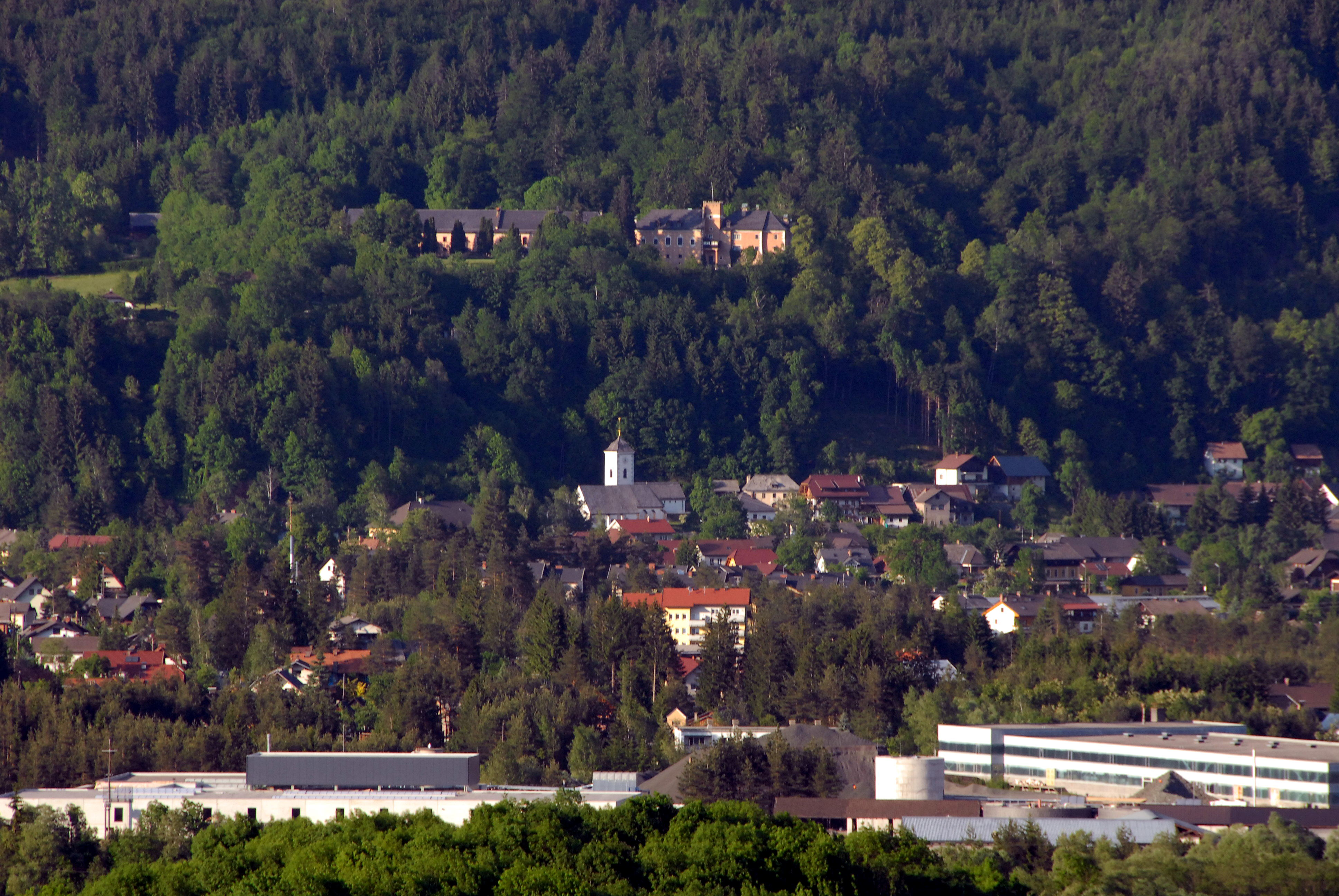
Nötsch
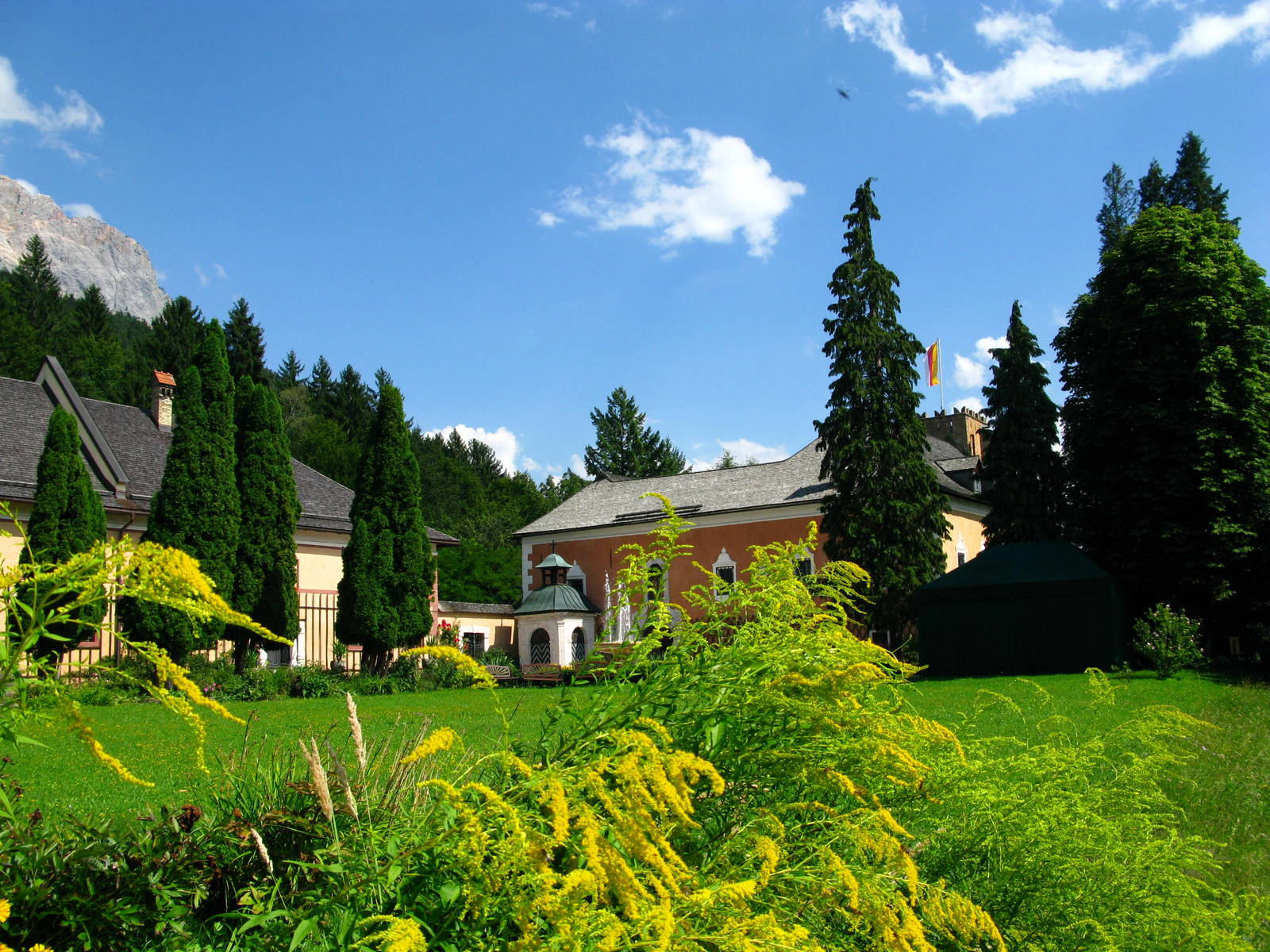
Lâu đài Wasserleonburg
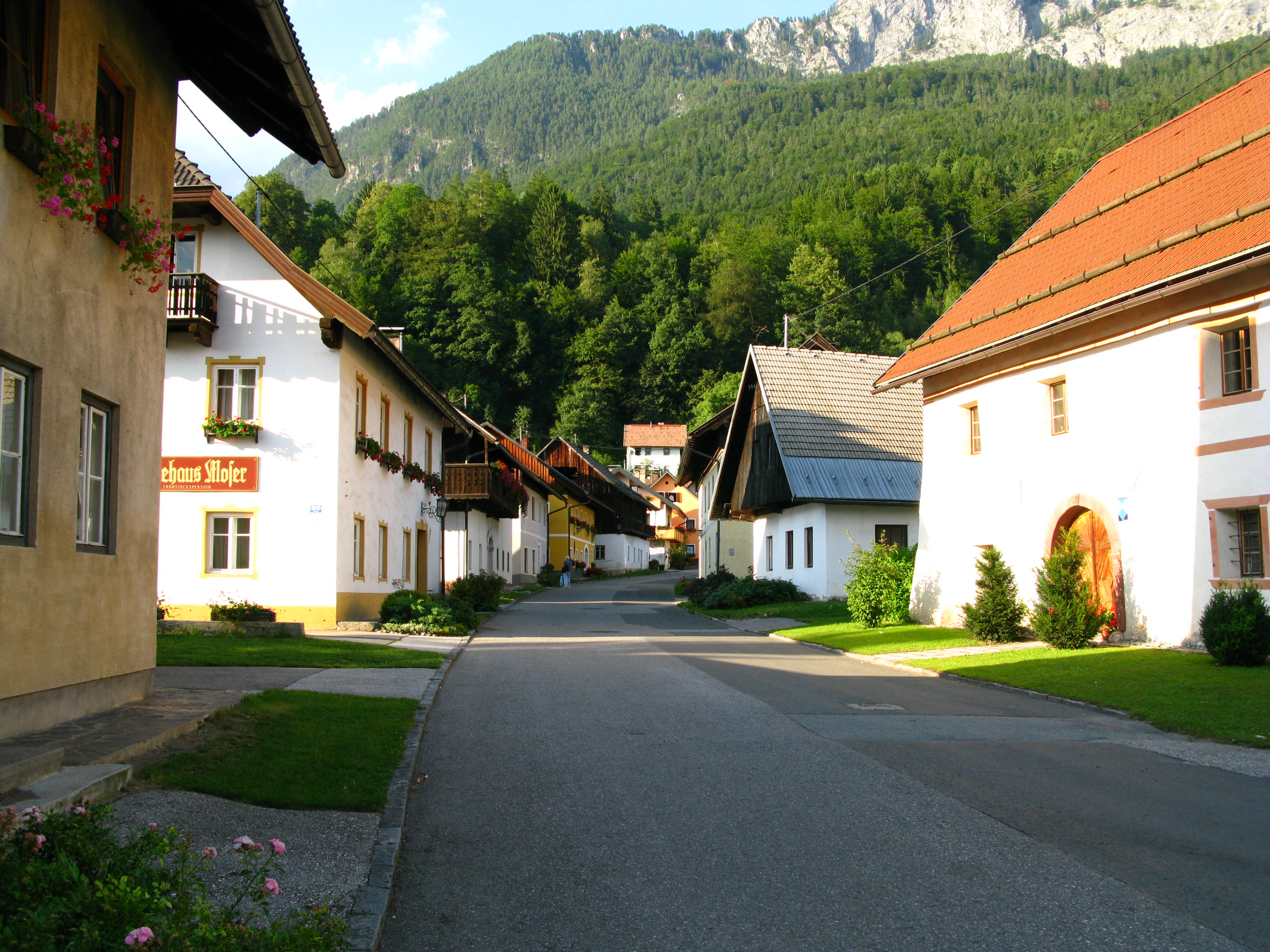
Saak
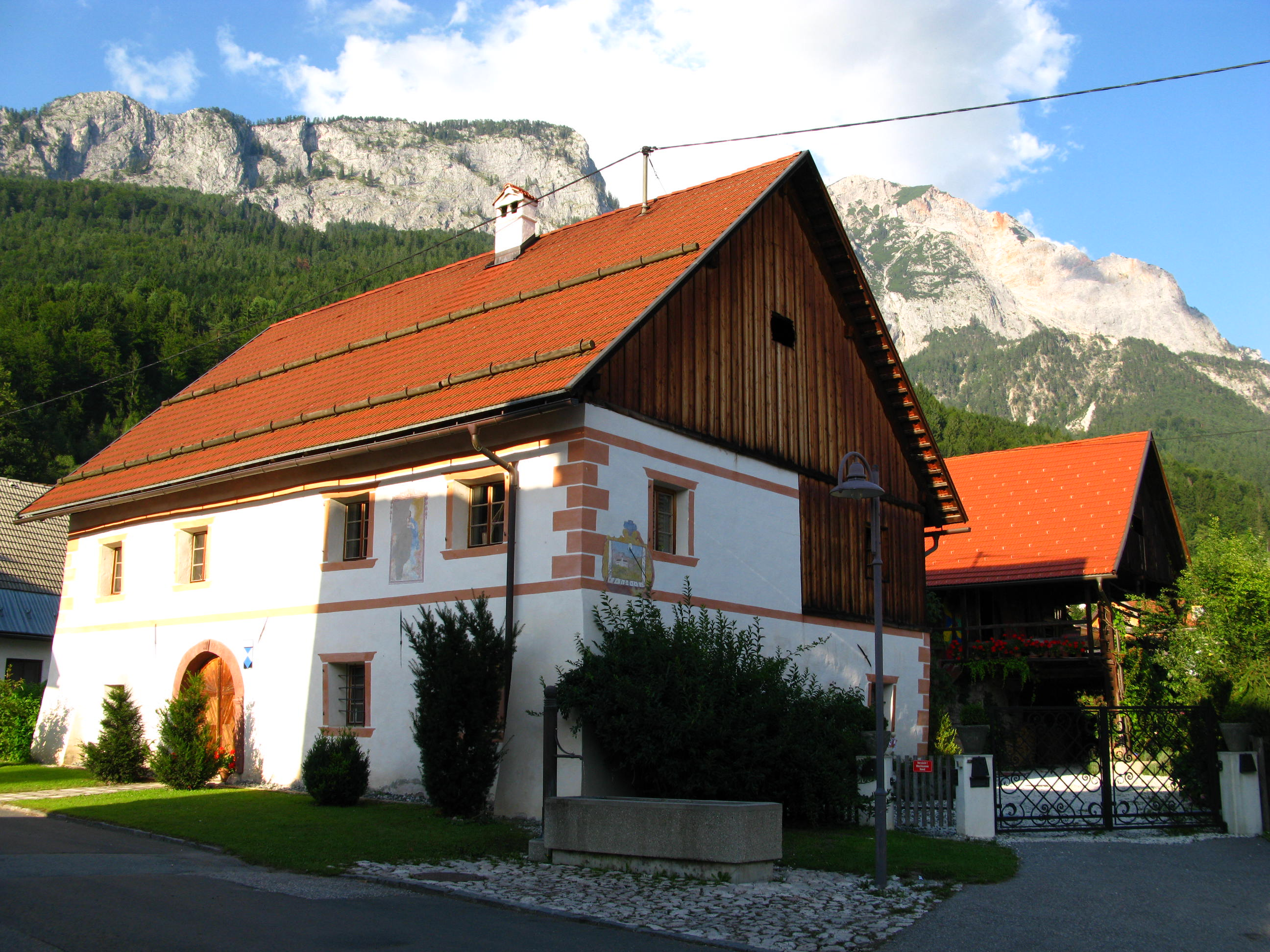
Old farmhouse
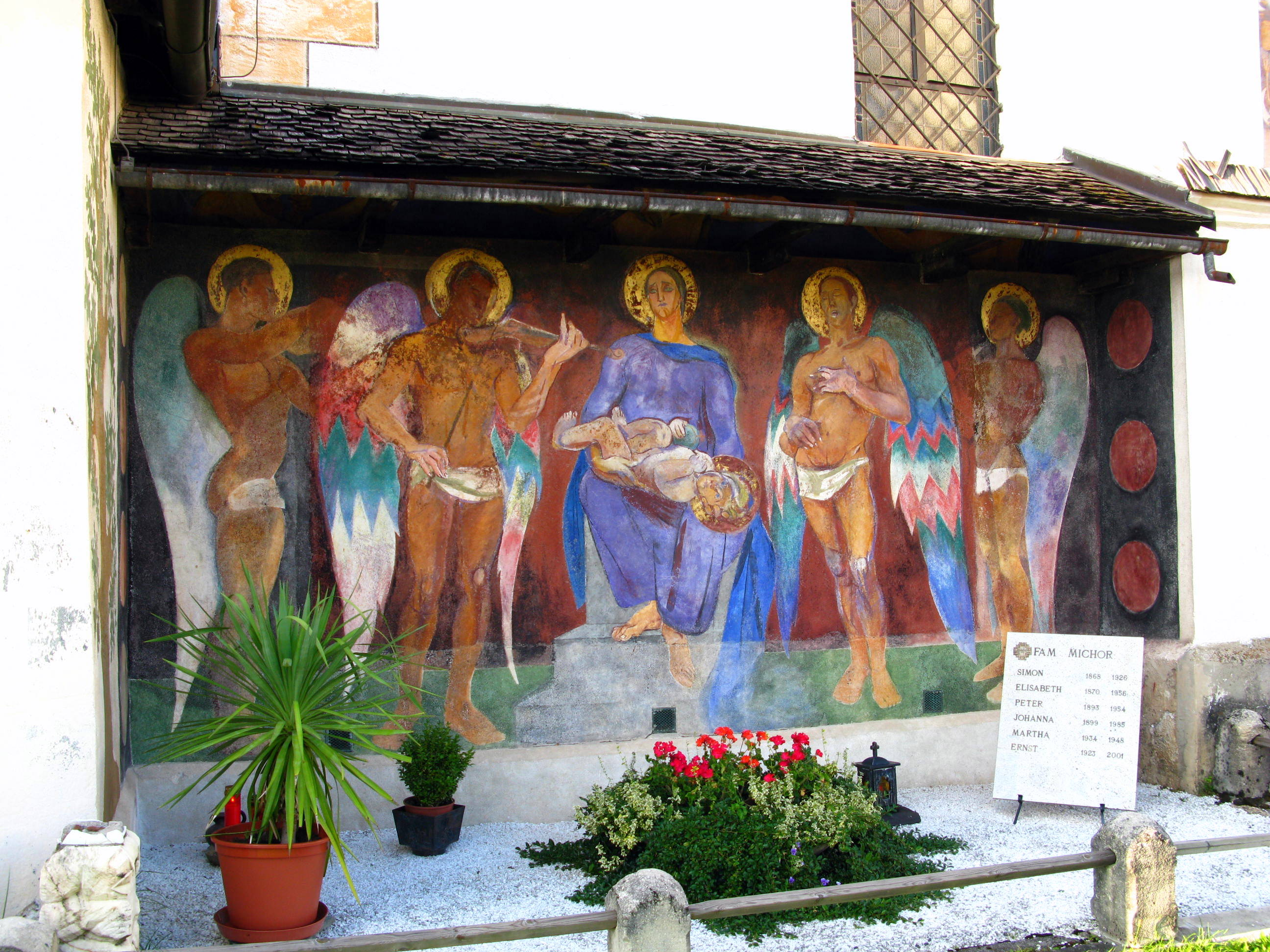